# 南开大学日本研究院
南开大学日本研究院，为南开大学直属学院，1964年，根据周恩来总理关于在高校中加强外国问题研究的指示，南开大学历史系成立了由著名学者吴廷璆先生领导的日本历史研究室。2003年5月，南开大学鉴于要让日本研究中心成为新兴交叉学科的建立和发展提供范例并整合多学科资源，积累宝贵的经验，作出了日本研究中心脱离历史学院、独立组建日本研究院。
南开大学日本研究院是对日本历史、政治、经济、思想、文化、社会、语言、文学等进行综合性研究的实体学术机构。其宗旨是采用专职和兼职相结合的形式，集中南开大学较有成就的日本研究人员和国内外知名学者，通过合作研究及独立研究、学术研讨会、日本学讲座、日语培训等形式，广泛开展各种学术交流活动，同时培养从事日本研究的硕、博士研究生，旨在使日本研究院成为中国日本学研究的重镇和培养日本研究高级人才的基地。

## 历史沿革
1964年，根据周恩来总理关于在高校中加强外国问题研究的指示，南开大学历史系成立了日本历史研究室。1972年南开大学外文系成立了日本语言文学教研室，致力于日语和日本文学的研究。1975年南开大学经济研究所又成立了日本经济研究室。1980年南开大学经济系和历史系招收了第一批日本研究方向的硕士研究生。1985年南开大学历史系招收了第一批日本研究方向的博生研究生。1988年为了整合南开大学日本研究的学术资源，由南开大学俞辛淳教授等发起、成立南开大学日本研究中心，并成立了第一届日本研究中心理事会。1994年日本研究中心接受国际友好组织及个人的捐赠，并建设了日本研究中心的研究楼（本馆）。2000年日本研究中心实体化，行政管理挂靠南开大学文学院，中心负责人为主任，理事会为咨询顾问机构。2001年日本研究中心建设了日本研究中心研究楼（分馆）。2003年南开大学作出决定将南开大学日本研究中心独立组建为南开大学日本研究院。

### 大事记
1988年4月，南开大学日本研究中心成立。1994年6月，南开大学日本研究中心研究楼落成。2000年3月，南开大学日本研究中心成为系所级实体单位。2003年4月24日，南开大学日本研究院正式宣告成立。
2004年4月16日，中华人民共和国教育部致函南开大学，指定日本研究院为教育部日本问题专家组组长单位。
2004年5月24日，“家永三郎文库”赠书仪式在南开大学日本研究院国际会议厅举行。2004年12月17日，杨栋梁院长代表南开大学日本研究院正式接受国际友人江口圭一赠书。
2007年4月14日，南开大学日本研究院与北京大学国际关系学院现代日本研究班联合主办首届南开大学—北京大学博士生日本研究论坛在日本研究院举行。
2008年4月5日至4月6日，由南开大学日本研究院与北京大学现代日本研究班联合举办的第二届北大——南开博士生日本研究论坛在北京大学举行。2008年10月8日，南开大学日本研究院退休教师武安隆教授向日本研究院捐赠所藏中日文图书。
2009年3月14日，北京大学现代日本研究中心、南开大学日本研究院与复旦大学日本研究中心联合举办的 “北京大学•南开大学•复旦大学博士生日本研究论坛”在北京大学举行。2009年5月19日，南开大学日本研究院“日本思想文化讲座”开讲。
2010年3月13日，第四届“北京大学·南开大学·复旦大学博士生日本研究论坛”在复旦大学举行。2010年5月，南开大学日本研究院组织编写《中国的日本研究（1997-2009）》一书。
2010年7月3日，南开大学日本研究院承办吴廷璆先生诞辰100周年纪念会。2010年7月5日，南开大学日本研究院学术期刊《南开日本研究》2010年刊出版。
2011年3月19日，南开大学日本研究院主办召开第五届“南开大学•北京大学•复旦大学博士生日本研究论坛”。2011年4月17日，著名画家范增先生为南开大学日本研究院书写《南开日本研究》题名。2011年4月，南开大学日本研究院青年学者撰写的《黑色3•11——日本大地震与危机应对》出版。2011年5月，由南开大学日本研究院杨栋梁教授主编的十卷本《日本现代化历程研究》丛书由世界知识出版社出版。
2011年12月，南开大学日本研究院被批准为国家教育部区域和国别问题研培育究基地。2011年9月，南开大学日本研究院研究楼重新装修。2012年9月，由南开大学日本研究院杨栋梁教授主编的六卷本《近代以来日本的中国观》丛书由江苏人民出版社出版。

### 历任领导
- 第一届理事会　(1988.4－1993.6)

理事长　　俞辛焞
主　任　　俞辛焞  
- 第二届理事会　(1993.6－1996.7)

理事长　　俞辛焞(95.6－96.7王家骅代理)
主　任　　俞辛焞(95.6－96.7王家骅代理)  
- 第三届理事会　(1996.7－1999.5)

理事长　　俞辛焞
主　任　　杨栋梁 
- 第四届理事会　(1999.5－2003.4)

理事长　　俞辛焞
主　任　　杨栋梁  
- 日本研究院 (2003.4-2007.3)

院长　　　杨栋梁
副院长　　宋志勇 
- 日本研究院（2007.3－2012.11）院长李卓  副院长宋志勇

- 日本研究院（2012.11-）院长 宋志勇   副院长 刘岳兵

## 组织结构

### 教学研究部
- 日本历史与文化研究部
- 日本经济研究部
- 日本政治与对外关系研究部

### 教学辅助机构
- 院办公室
- 资料室
南开大学日本研究院资料室藏书资源丰富，订有各种书刊杂志。藏有国内外友人、校友捐赠的各种书库，如家永三郎文库、江口圭一文库等，并定期购买日本最新出版书籍。

### 期刊杂志
- 《南开日本研究》
《南开日本研究》于2009年正式出刊，其前身《日本研究论集》是南开大学日本研究院主办的连续出版学术刊物（年刊），1996年创刊。《南开日本研究》开设专题研究、比较分析、海外专稿、学者访谈等多种固定和非固定栏目，以期在日本历史、文化、政治、经济、社会、法律以及中日关系等广泛的研究领域内，为中国的日本学研究者提供一个公共学术平台。
- 《日研》季刊
《日研》季刊，由日本研究院办公室编辑，介绍日本研究院每季度的新闻概况。

## 专业设置
南开大学日本研究院是中国的日本问题教学科研机构之一，有三个国家级重点学科世界史、世界经济、国际政治。现有博士研究生专业2个10个研究方向、硕士研究生专业3个17个研究方向。

### 硕士研究生专业
①世界史，研究方向包括：日本经济史、日本外交史（中日关系史）、日本社会史、日本文化史、日本政治史、日本古代史、日本近现代史、日本战后史、日本思想史、日本教育史等（硕士学位授予权）。
②世界经济，研究方向包括：日本经济、日本企业、日本金融（硕士学位授予权）。
③国际政治，研究方向包括：日本政治、日本外交、中日关系、东亚国际关系（硕士学位授予权）。 

### 博士研究生专业
①世界史，研究方向包括：日本经济史、日本外交史（中日关系史）、日本社会史、日本文化史、日本政治史、日本古代史、日本近现代史、日本战后史、日本思想史（博士学位授予权）。
②世界经济，研究方向包括：日本经济（博士学位授予权）。

## 师资队伍
- 日本研究院现有专任教师14人，其中教授6人，副教授8人。退休教师4人，都为教授。客座教授6人。特聘顾问1人。顾问教授1人。兼职教授48人。
- 知名教授
  - 吴廷璆
  - 俞辛焞
  - 米庆余
  - 王振锁
  - 武安隆
  - 王家骅
  - 杨栋梁
  - 李卓
  - 赵德宇
  - 宋志勇
  - 莽景石
  - 刘岳兵

## 教学设施
- 研究楼 (本馆)

1993年建，1260平方米，内有办公室、研究生教室、会议室、学术交流室、会客室及37间个人研究室，研究室配有电脑和直拨电话，楼内可收看日本卫星电视。
- 研究楼 (分馆)

2001年建，757平方米，内有资料室(开架阅览)、书库(可藏书3万册)、高级客员研究室、贵宾接待室、"翔宇厅"同声传译国际会议室(可容纳80余人，可同时翻译三种不同语言)。

## 外部連結
- 南开大学日本研究院 （页面存档备份，存于）